# Antonius van Alphen
Antonius van Alphen (Boxtel, 16 de mayo de 1748-Schijndel, 1 de mayo de 1831) fue un sacerdote católico holandés, vicario apostólico de Bolduque.

## Biografía
Antonius van Alphen nació en Boxtel, en la provincia de Brabante Septentrional (Países Bajos), el 16 de mayo de 1748. Ingresó a la universidad de Lovaina para hacer sus estudios en derecho. Fue nombrado párroco en su pueblo natal en 1777. El 27 de septiembre de 1782, fue nombrado coadjutor del vicariato apostólico de Bolduque. A partir de 1787 se desempeñó como párroco en Schijndel. A la muerte del vicario apostólico Andreas Aerts, el 13 de agosto de 1790, Van Alphen le sucedió en el cargo.
El departamento de Brabante del Reino de Holanda se incorporó al Primer Imperio francés el 16 de marzo de 1810. Antonius van Alphen se negó a seguir las órdenes del emperador Napoleón con respecto a las oraciones eclesiásticas prescritas por él y fue encarcelado el 14 de abril de 1810. Napoleón entonces, bajo su propia autoridad, hizo de Bolduque una diócesis y nombró obispo a Mathias van Camp, división y cargo que no fue reconocido por el papa Pío VII. Cuando Van Alphen se negó a transferir su poder espiritual, fue transferido a Vincennes, donde permaneció encarcelado hasta el 20 de diciembre de 1813. El 24 de abril de 1814 fue liberado y regresó a Schijndel.
Durante su gobierno Van Alphen fundó un seminario en Berlicum que fue transferido en 1817 a la finca Beekvliet en Sint-Michielsgestel. El gobierno holandés cerró el seminario en 1820, hasta su reapertura en 1829. Apoyó igualmente la formación de nuevos institutos religiosos, tales como las Hermanas de la Caridad, Hijas de María y José, fundadas en 1820 por Anna van Hees, con su aprobación. Van Alphen murió a la edad de 82 años después de haber dirigido la vicariato durante más de 40 años.